# Scarabaeus pius
Scarabaeus pius är en skalbaggsart som beskrevs av Johann Karl Wilhelm Illiger 1803. Scarabaeus pius ingår i släktet Scarabaeus och familjen bladhorningar. Inga underarter finns listade i Catalogue of Life.

## Bildgalleri

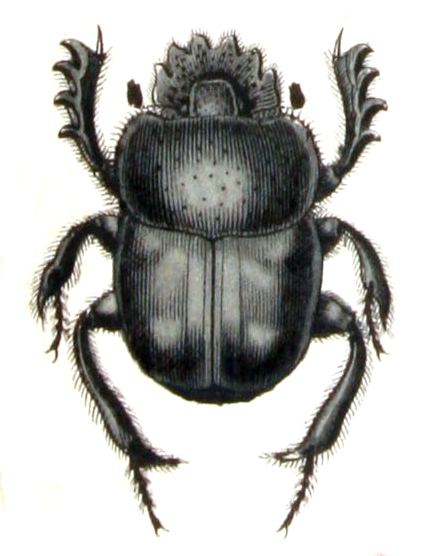
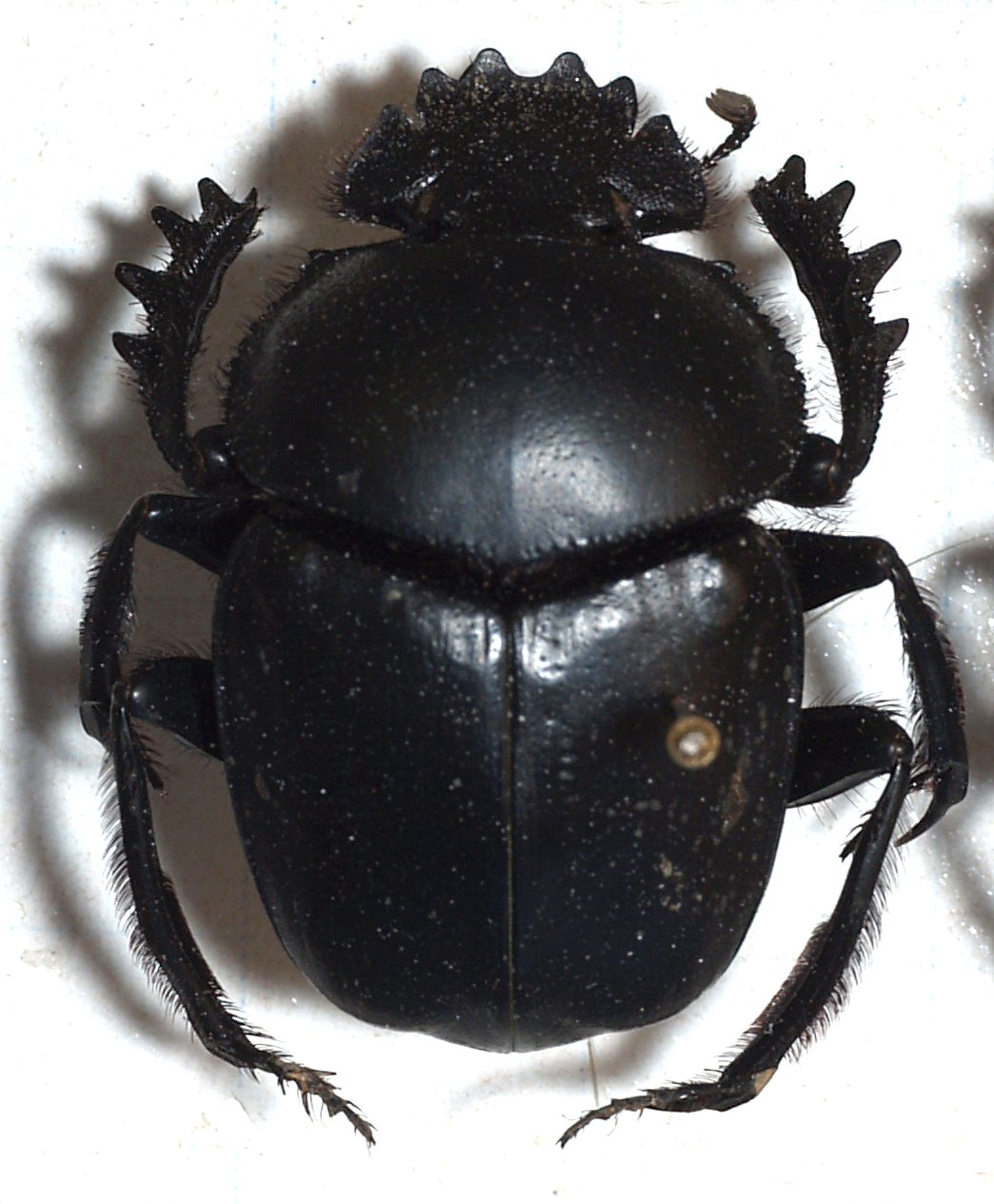